# Olivier Lenglet
Olivier Lenglet (n. 20 februarie 1960, Saint-Quentin, Aisne, Franța) este un scrimer ce a reprezentat Franța, medaliat olimpic. A participat la 3 ediții ale Jocurilor Olimpice (1984, 1988, 1992) în care a câștigat o medalie de aur.